# Euchlanis dilatata
Euchlanis dilatata är en hjuldjursart som beskrevs av Ehrenberg 1832. Euchlanis dilatata ingår i släktet Euchlanis och familjen Euchlanidae. Arten är reproducerande i Sverige.

## Underarter
Arten delas in i följande underarter:
- E. d. dilatata
- E. d. lucksiana

## Bildgalleri

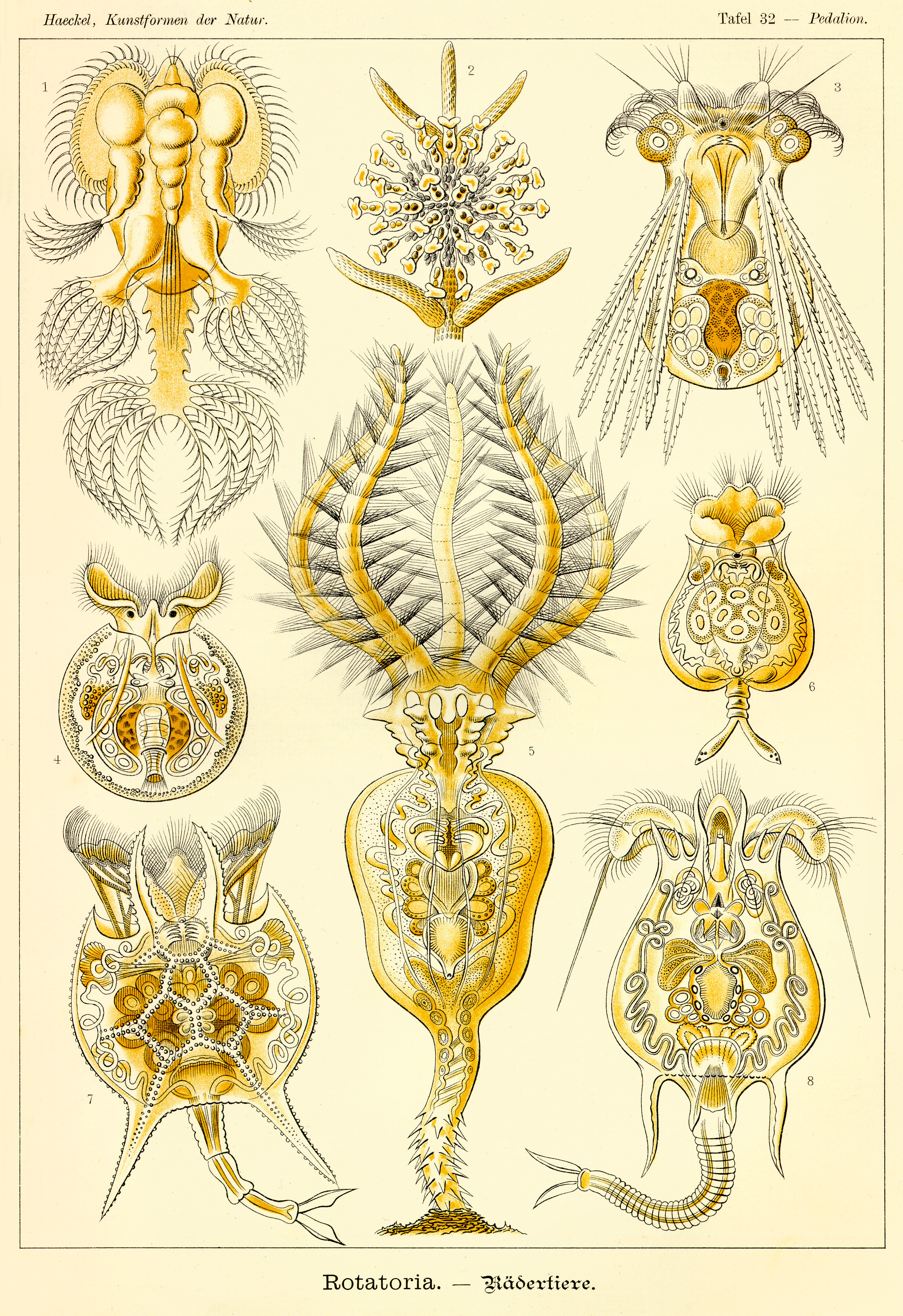